# Нища (река)
Ни́ща (бел. Ні́шча) — река в Псковской области России и Россонском районе Витебской области Беларуси, правый приток реки Дрисса.
Длина реки составляет 85 км (из них на территории Беларуси 68 км). Площадь водосбора — 1380 км². Вытекает из озера Нища (Себежский район Псковской области), течёт по Полоцкой низменности и впадает в Дриссу в 1 км на запад от деревни Кульнёво Россонского района. По части русла проходит участок государственной границы между Россией и Белоруссией.
Основные притоки: Черепетица, Люти, Вельница (слева), Хонка, ручей Головач (справа). Густота речной сети 0,48 км/км². Озёрность бассейна — около 4 % (озёра Межево, Вальковское, Черепитское, Усвечье, Шевино, Городно, Томсино, Завирье, Клешня и другие).
Долина преимущественно трапециевидная, шириной 100—200 м. Пойма чаще двусторонняя, чередуется по берегам, в среднем и нижнем течении местами отсутствует. Русло извилистое, его ширина составляет 25—30 м. В нижнем течении река зарегулирована Клястицким водохранилищем. Средний наклон водной поверхности составляет 0,3 м/км, расход воды в устье — 9,7 м³/с.
Река замерзает в середине декабря. Ледоход начинается в первой декаде апреля и длится около двух суток. Наивысший уровень половодья отмечается в конце первой декады апреля; средняя высота над меженью — 3 м, наивысшая — 5,1 м. На период весеннего половодья приходится 47 % годового стока.
Для изучения режима течения с 1955 года функционирует гидрологический пост Соколище.
Вдоль реки расположены деревни Юховичи, Клястицы, Заборье, Соколище, Латышево и другие.